# 科尔多瓦大学自治运动
科尔多瓦大学自治运动，又称大学改革运动（西班牙語：Reforma Universitaria de 1918），是阿根廷近代史上的一次學生運動。1918年3月，阿根廷中部的国立科尔多瓦大学学生举行了遊行示威，要求改变大学落后、陈旧的教学管理机制，但遭该校校长等行政管理者束之高阁，因此学生决定扩大运动，并发表了《科尔多瓦宣言》，要求阿根廷政府采取改革措施，变革大学管理机制，最终，伊波利托·伊里戈延总统接受了示威学生的要求，同意对该校教育制度进行改革、并决定在全国各大学实行大学自治管理机制。

## 背景

### 拉美大学自治的发展

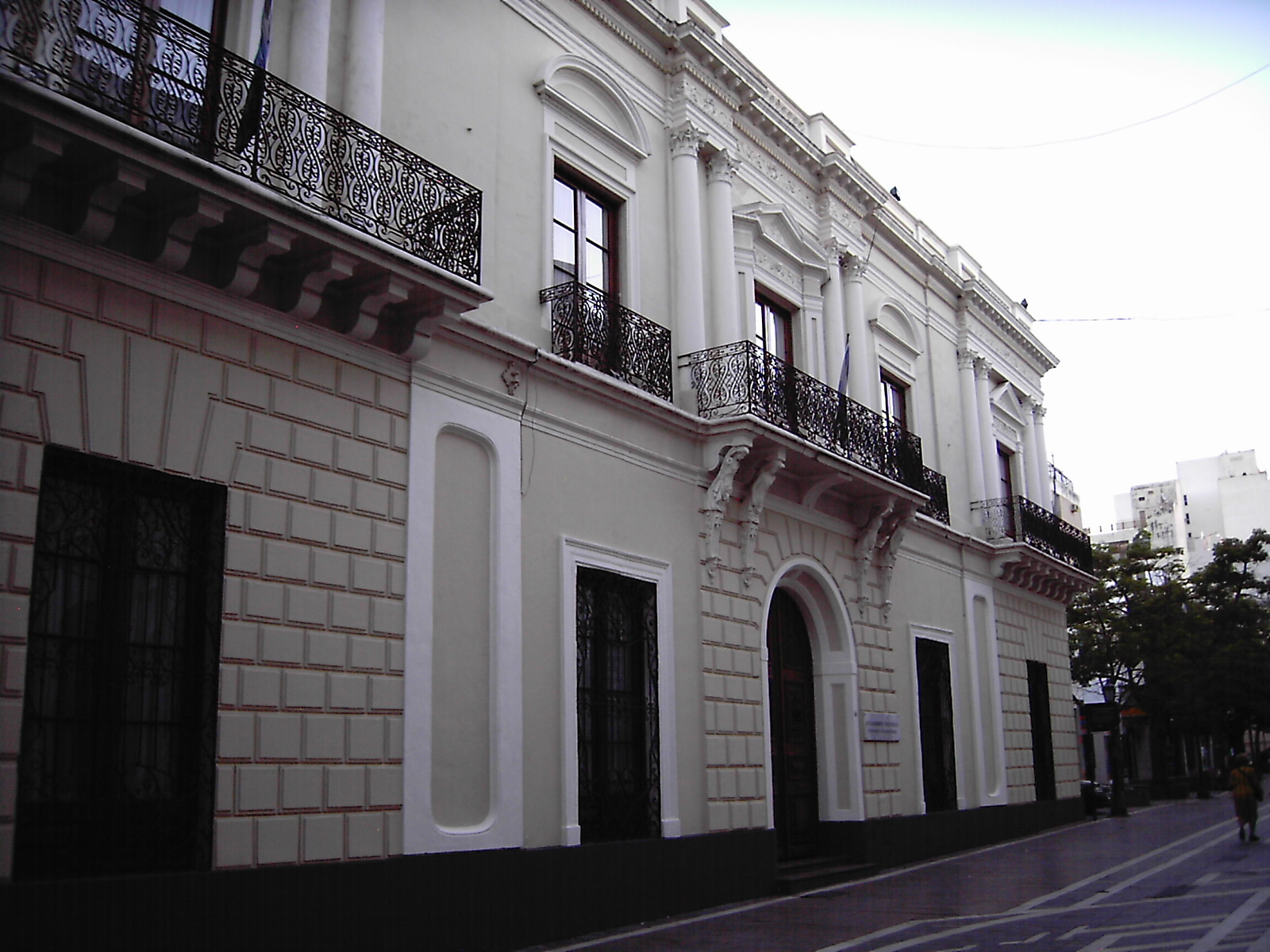
法学院是国立科尔多瓦大学成立最早的二級教學單位之一

自1492年航海家哥伦布发现美洲大陆以后，西班牙与葡萄牙两国相继在美洲建立殖民地:129-132，以后大量拉丁裔移民从伊比利亚半岛来到殖民地定居，为满足移民及其后裔的教育需求，西班牙殖民帝国在今墨西哥、秘鲁、阿根廷等地的城市陆续建立高等院校。1573年，殖民者赫罗尼莫·路易斯·德·卡夫雷拉在今阿根廷建立了科尔多瓦:134，而与之相配套的教育机构最高学院（西班牙語：Colegio Máximo，即今国立科尔多瓦大学）则于1613年由耶稣会成立，成为阿根廷最早的大学:505。
与此同时，西班牙本土的萨拉曼卡大学等学校已经从传统的学者行会转变为近现代的大学，大学生也可以在一定限度上参与管理自己的学校:639；这种自治理念也传入了拉丁美洲的各大学，因当时的大学主要为殖民政府培养行政管理者，学生对大学治理的参与也被殖民者视为毕业后从事殖民管理工作的提前演练，因此，殖民政府默许包括最高学院在内的部分高校实行小范围的大学自治:102-103。
19世纪初，阿根廷脱离西班牙殖民帝国独立，并将最高学院收归国有，更名为国立科尔多瓦大学:131-132，此时，受到法国《拿破仑法典》及实证主义思想的影响，一些政治家及学者主张将大学置于政府严格管理下，因此，阿根廷政府便废除了殖民地时代的大学管理模式，更长期控制着该校的经费预算、主要人事任免。在这一阶段，尽管在多明戈·福斯蒂诺·萨米恩托等教育家的支持下，国立科尔多瓦大学引入了一些教导数学、物理、化学、矿物学、植物学、动物科学和天文学等自然科学的教授，但并没有扭转学校殖民主义、教权主义特色的人才培养体系，该校仍然崇尚精英教育，专业多样化色彩并不明显，新兴的自然科学类专业并不如医学及法学两门传统专业受到师生重视，而教学及学术自由则在总体上受到天主教会之教权主义的束缚，发展缓慢:450:97，仅保留了自主考试、授予学位与從業資格培訓证书等少数权力:103。秘鲁共产主义人士何塞·卡洛斯·马里亚特吉认为旧贵族对政治经济秩序的垄断，导致了拉丁美洲大学被寡头所控制，进而导致大学缺乏人文精神及科学理念:97。
19世纪下半叶以来，阿根廷的大学自治地位得到了一定的加强，1885年，阿根廷通过了阿维亚内达法，确立了该国大学的自治地位，该法令允许学校制定法规、选出领导、管理内部财务等权力:510:207-208；进入20世纪，在阿根廷、智利、秘鲁以及乌拉圭的一些大学，有学生开始组织游行示威，要求政府对大学进行改革，并切实保障学校的学术自由:450-452。其中在专制传统较弱的乌拉圭，何塞·巴特列-奥多涅斯及威利曼领导的政府向大学生做出了一些妥协，并重组了乌拉圭共和国大学的管理机制:453。

### 阿根廷現代國家的興起

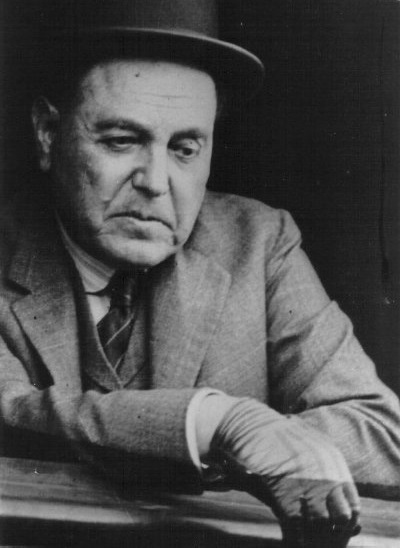
伊波利托·伊里戈延。

自胡利奥·阿根蒂诺·罗卡于1880年出任阿根廷总统开始，经济自由政策得到该国连续十届联邦政府的执行与强化，在政策激励下的欧洲入境移民潮重塑了阿根廷社会和经济的面貌:65。1870年到1910年，移民潮和死亡率的降低使人口数量扩大到了原来的五倍，经济规模扩大到了原来的十五倍；铁路里程从503公里陡增至31,104公里；小麦年出口从10万吨增至250万吨，冷藏船的应用使牛肉年出口从2.5万吨增至36.5万吨，令阿根廷跻身于世界出口五强之列；受惠于世俗的免费公共义务教育系统，该国识字率从22%激增至65%，比部分拉美国家五十年后的水平还高。1908年，阿根廷人均收入超越德国、加拿大和荷兰，全球排名第七。首都布宜诺斯艾利斯也从“大农村”转身成为国际化的“南美巴黎”。
与此同时，阿根廷产业结构也趋于多样化，投身于商业及工业等非农产业的移民及其后代逐渐形成了该国中产阶级的主体，他们在经济上取得了一定成就，但在政治等领域却受到保守势力的漠视及排斥:65。中产阶级的壮大对阿根廷国家政治体制形成了强大压力，并促使保守派总统罗克·萨恩斯·佩尼亚于1912年制定了普通男性无记名投票法；他们对于保守派垄断大学教育模式颇为不满，并呼吁政府对大学进行改革，以令大学更为现代、民主，从而适应经济社会发展的需要:97。以后激进党领袖伊波利托·伊里戈延于1916年当选总统，结束了保守派寡头政治36年的统治。伊里戈延推行的社会经济改革，一定程度上改善了阿根廷中产阶级及工人阶级的境遇，也影响了大学生对大学管理机制的看法:66。

### 国际情势变化
在拉丁美洲，阿根廷的近邻墨西哥于1910年爆发了革命，执政超过30年的考迪罗波菲里奥·迪亚斯被弗朗西斯科·馬德羅推翻；随后，墨西哥于1917年通过了新宪法。墨西哥革命及1917年宪法皆在一定程度上保障了该国工人阶级与农民的权益:66:60。在墨西哥发生的这些变革也让阿根廷人了解到拉美其他地区的旧有社会结构开始发生改变:66。在欧洲，第一次世界大战爆发，其残酷性震惊了阿根廷的知识分子，一些学生及学者甚至认为这场战争意味着19世纪的思想体系的失败，他们试图排除欧洲的影响，减少战争对阿根廷的负面影响。1917年，俄羅斯帝國相继爆发了二月革命及十月革命，终结了罗曼诺夫王朝的统治，其中，十月革命革命理想及其倡导的社会公平理念，也引起了一些阿根廷青年的关注，他们因此认为自己肩负着改造旧世界，推动建立新时代的使命:66:110-112。

### 思想進步與學術繁榮
除了科尔多瓦国立大学之外，布宜诺斯艾利斯大学、国立拉普拉塔大学等高等院校于19世纪先后在布宜诺斯艾利斯省建立:207，进入20世纪，它们在阿根廷高等教育体系中的作用日益突出:64；另一方面，一些阿根廷学者开始呼吁社会改革，其中，何塞·因赫尼埃罗斯、里卡多·罗哈斯、曼努埃尔·加尔维斯、华金·维克托·冈萨雷斯等思想家本身也是任职于大学的学者，抑或是与大学保持着紧密的联系；他们的理论观点也对学生观念的转变起到了引领作用:66:448-449。针对阿根廷贫富不均，经济成就所带来的财富由上层人士垄断的社会问题，胡安·巴蒂斯塔·胡斯托、阿尔弗雷多·洛伦索·帕拉西奥斯等奉行社会民主主义的人士主张阿根廷政府要进行经济社会改革，以消除国内社会不平等的问题。该国还有思想家提出反对实证主义，主张理想主义。而在学校里，不少阿根廷大学生通过阅读专著及期刊，参加大学校园里的讲座、讨论会等形式，接触到了社会民主主义及理想主义等思想:66。

## 前奏

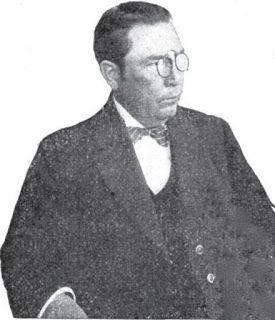
阿根廷公共教育部长何塞·桑托斯·萨利纳斯

相比起濒临大西洋的首都布宜诺斯艾利斯及拉普拉塔，科尔多瓦居于内陆地区，社会观念并不及沿海城市开放，因此进步思想在该校的传播力度也不及布宜诺斯艾利斯大学、国立拉普拉塔大学:66；国立科尔多瓦大学的学术氛围深受天主教会的影响，偏重发展法学及医学等传统专业，而现代科学相关的专业则发展缓慢:25，学校课程安排的天主教色彩也颇为明显，甚至因此被学者视为考迪罗“精神上的总督区”以及“孤芳自赏的贵族学校”:54:134。
但在1915年，国立科尔多瓦大学毕业生德奥多罗·罗卡发表演讲批判学校采行形式主义，教学方式陈旧古板，忽视现实生活相关的知识，并要求学校进行改革。罗加还敦促科尔多瓦的在校生通过集体行动推动改革实施。在罗加的倡议下，自1916年起，阿图罗·奥尔加斯、萨乌尔·亚历杭德罗、阿图罗·卡普德维拉等一批知识分子开始投身于大学改革运动中，并通过组织社团、创办期刊、开展辩论会等方式传播新思想及改革教育体制的主张:104。但反对改革的保守势力也开始阻挠改革进程:67。
1917年，国立科尔多瓦大学工程学院的学生表达了对其学院内学术条件的不满；同年，该校行政管理机构最高委员会决定取消医专生住院实习的规定，又在未征得学生同意的情况下，以经济和道德理由强行关闭了该校医学院的宿舍。医学生社群认为政府破坏了自己的生活，也粗暴干涉了学校事务，因此，他们向该国公共教育部长何塞·桑托斯·萨利纳斯要求重新开放公寓，并藉此机会实行大学改革，撤销保守的教条，同时罢免校内不称职的教师，但遭到拒绝。与此同时，学校最高委员会还采取措施，修改学生的考核制度，此事件随即成为了该校改革运动的导火线:67。

## 过程
1918年3月，暑假结束后，国立科尔多瓦大学新学期开始，但该校的在校生却拒绝回到课堂，决定联合起来组织游行示威:104。3月14日，示威者加强措施，由全校各院系选出的24名代表组成的支持改革委员会宣布无限期罢工罢课:508，并要求在大学从事技术岗位的学生尽快内离开。学生们还向大学最高委员会提交了一份详细说明改革提案的文件，但国立科尔多瓦大学高层主管却对他们的诉求视若罔闻，该校校长仍然呼吁学生在4月返校上课，学校最高委员会还将学生们的抗议活动定调为对学校行政及教学工作的扰乱及严重违反校纪的行为，学生们也不示弱，3月31日，他们上街进行宣传游行，向民众宣传大学改革的目标及必要性，还在里维拉·因达特剧院举行了一次大规模集会，阿图罗·奥尔加斯、阿图罗·卡普德维拉、格雷戈里奥·贝尔曼等学生代表宣布将于翌日罢课，4月1日，他们正式罢课:67，此举导致学校最高委员会决定关闭大学，也引起了阿根廷中央政府的关注，而学生与校方亦各自派出了代表，试图寻求总统伊里戈延的支持:67。